# Amérique septentrionale

Ne doit pas être confondu avec Amérique du Nord.
Pour les articles homonymes, voir Amérique septentrionale (homonymie).
L'Amérique septentrionale (en anglais : Northern America) est la région la plus au nord du continent nord-américain et des Amériques. Elle se différencie de l'Amérique du Nord, car n'incluant pas le Mexique, les pays d'Amérique centrale et des Antilles qui correspondent à la partie méridionale du continent (ce distinguo se fait aussi en anglais : Northern America / North America, et en espagnol : América Septentrional / Norteamérica)[Selon qui ?]. Elle est située au nord de la frontière entre les États-Unis et le Mexique. Géopolitiquement, selon l'arrangement des régions géographiques et des sous-régions employé par les Nations unies, l'Amérique septentrionale regroupe :
Deux États souverains :
- Canada
- États-Unis

Trois dépendances et territoires à souveraineté spéciale :
- Bermudes (Royaume-Uni)
- Groenland (Danemark)
- Saint-Pierre-et-Miquelon (France)

## Définitions
Les cartes utilisant la limite Amérique septentrionale remontent à 1755, quand la région a été occupée par la France, la Grande-Bretagne, et l'Espagne.
Aujourd'hui, l'Amérique septentrionale inclut la dyade Canada-États-Unis, des pays développés au niveau de vie très élevé et à l'interaction économique intense. Ces deux pays partagent beaucoup de caractéristiques économiques et culturelles (langues anglaises et françaises, histoire coloniale, importance de l'immigration...). La frontière entre le Canada et les États-Unis est la plus longue frontière au monde. À eux deux ils représentent un ensemble de près de 20 millions de km² et 375 millions d'habitants.
Hawaï est un État des États-Unis situé dans l'océan pacifique central, sud-ouest des États-Unis continentaux sur le continent nord-américain. Physiographiquement et ethnologiquement, l'archipel hawaïen est souvent inclus avec les autres territoires polynésiens d'Océanie.